# Уэст, Лесли
Ле́сли Уэ́ст (англ. Leslie West; при рождении Лесли Вайнштейн, Leslie Weinstein; 22 октября 1945, Нью-Йорк, Нью-Йорк — 23 декабря 2020, Палм-Кост, Флорида) — американский рок-музыкант, гитарист, автор песен и певец. Один из основателей рок-группы Mountain. Как гитарист Лесли оказал влияние на становление в США таких стилей музыки как хард-рок и хеви-метал.
По версии британского журнала Classic Rock Лесли Уэст является одним из величайших гитаристов всех времён.

## Биография
Лесли Уэст родился в Нью-Йорке 22 октября 1945 года в еврейской семье. Его отец Билл Вайнштейн был вице-президентом компании по производству моющих средств для ковров, мать — Рита Вайнштейн — моделью в рекламах шампуней. После развода родителей, он сократил свою фамилию с Weinstein до West.
В начале своей карьеры Лесли играл в нескольких гаражных группах Лонг-Айленда, наиболее известной из которых была группа Vargants.
В 1969 году вместе с Феликсом Паппаларди основал группу Mountain.
Группа играла тяжелый блюз-рок. Журнал Rolling Stone описал стиль группы как более громкий вариант Cream.
Одним из первых хитов, прославивших группы была песня «Mississippi Queen». Песня достигла позиции 21 в Billboard Charts, на неё было сделано много кавер-версий, наиболее известным является кавер Оззи Осборна.
Лесли играл в супергруппе West, Bruce and Laing, в которую кроме него вошли бас-гитарист Джек Брюс, известный по работе в Cream и канадский барабанщик Laurence Gordon «Corky» Laing. В этом составе группа записала два студийных и один концертный альбом.
Позднее Лесли Уэст начал сольную карьеру. При этом он записывался со многими известными музыкантами, среди которых Эл Купер, Бо Диддли и Джо Бонамасса.
За свои внушительные габариты Лесли получил прозвища «Человек-Гора» и «Толстые пальцы Рок-н-Ролла».
В 2011 году перенес операцию по ампутации правой ноги.
24 декабря 2020 года умер в возрасте 75 лет. Причиной смерти стала остановка сердца, музыкант скончался в больнице.

## Дискография
В составе Mountain
- 1969: Leslie West — Mountain
- 1970: Mountain Climbing
- 1971: Nantucket Sleighride
- 1971: Flowers of Evil
- 1972: Mountain Live: The Road Goes Ever On
- 1973: Best of Mountain
- 1974: Twin Peaks
- 1974: Avalanche
- 1985: Go for Your Life
- 1995: Over the Top
- 1996: Man’s World
- 1996: Blood of the Sun
- 1998: Super Hits
- 2000: Mountain — Extended Versions
- 2000: King Biscuit — Live Greatest Hits
- 2002: On the Mark
- 2002: Mystic Fire
- 2007: Masters of War

В составе West, Bruce and Laing
- 1972 — Why Dontcha
- 1973 — Whatever Turns You On
- 1974 — Live 'n' Kickin'

Сольная карьера
- 1975 The Great Fatsby
- 1976 The Leslie West Band
- 1988 Theme
- 1989 Alligator
- 1989 Night of the Guitar- Live!
- 1993 Live
- 1994 Dodgin' the Dirt
- 1999 As Phat as it Gets
- 2003 Blues to Die For
- 2005 Guitarded
- 2005 Got Blooze
- 2006 Blue Me
- 2007 Sixty Minutes With
- 2011 Unusual Suspects
- 2013 Still Climbing
- 2015 Soundcheck